# Bridget z Yorku
Bridget z Yorku (10. listopadu 1480, Londýn – před prosincem 1507, Kent) byla nejmladším potomkem anglického krále Eduarda IV. a jeho manželky Alžběty Woodvillové.
Krátce po smrti jejího otce a uzurpaci trůnu Richardem III. byla ani ne tříletá Bridget spolu se svými sourozenci prohlášena za nelegitimní. Dívčina matka, mající strach o své děti, se s nimi přestěhovala do Westminsterského opatství, kde rodina nalezla azyl a strávila tam asi rok. Po králově slibu, že neublíží rodině svého bratra, odešly princezniny starší sestry ke dvoru; Bridget pravděpodobně zůstala se sestrou Kateřinou s matkou.
Když Richard III. zemřel, stal se novým králem Jindřich Tudor jako Jindřich VII. a zákon o nelegitimně dětí Eduarda IV. byl zrušen. Jindřich VII. se oženil s Bridgetinou nejstarší sestrou Alžbětou. Bridget byla považována za možnou nevěstu pro skotského prince, ale nakonec bylo rozhodnuto, že bude mladá princezna poslána do kláštera, čemuž byla sama nakloněna. Bridget se usadila v převorství Dartford v Kentu, který opustila jen jednou, aby se zúčastnila matčina pohřbu. Poté, co se stala jeptiškou, zůstala v kontaktu se svou sestrou královnou, která jí platila drobné výdaje. Bridget zemřela v převorství Dartford, kde byla také pohřbena. Převorství se po anglické reformaci přeměnilo v královskou rezidenci.

## Život

### Narození
Bridget se narodila 10. listopadu 1480 v paláci Eltham jako sedmá dcera a nejmladší z deseti dětí anglického krále Eduarda IV. a Alžběty Woodvillové. Bridget měla šest starších sester, z nichž pouze čtyři dosáhly dospělosti (Alžběta, Cecílie, Anna a Kateřina); Mary zemřela ve čtrnácti letech v roce 1482 na nemoc a Markéta v raném dětství v roce 1472, ještě před Bridgetiným narozením. Měla také pět bratrů: tři vlastní a dva nevlastní z matčina prvního manželství s Johnem Greyem: Thomase a Richarda. Bridgetin nejstarší vlastní bratr Jiří zemřel, když mu byly asi dva roky, zatímco další dva bratři, Eduard V. a Richard, zmizeli v roce 1483 z Toweru během vlády jejich strýce Richarda III. Bridgetinými prarodiči byli Richard Plantagenet, 3. vévoda z Yorku (který požadoval práva Yorků na trůn) a Cecílie Nevillová, prarodiči ze strany matky pak byli Richard Woodville, 1. hrabě Rivers, a Jacquetta Lucemburská, vdova po vévodovi z Bedfordu.
Bridget se narodila v předvečer svátku sv. Martina a byla pokřtěna následujícího dne Edwardem Storym, biskupem z Chichesteru. Jejími kmotrami u křtitelnice byli babička Cecílie Nevillová a nejstarší sestra Alžběta, kmotrem jí byl letitý William Waynflete, biskup z Winchesteru. Na obřadu novorozenou princeznu nesla Markéta Beaufortová, manželka lorda Stanleyho, stevarda v domácnosti Eduarda IV. Když byla princezna biřmována (což bezprostředně následovalo po křtu), její teta z matčiny strany, Markéta Woodvillová, lady Maltraversová, jednala jako její kmotra. Princezna byla pojmenována pravděpodobně na počest sv. Brigity Švédské. Jméno bylo pro anglickou královskou rodinu neobvyklým a princezna se stala jeho první nositelkou; jméno Bridget bylo vybráno její babičkou Cecílií Nevillovou, která se zajímala o řád Brigitinek, jehož byla sv. Brigita zakladatelkou.

### Dětství
9. dubna 1483, když Bridget nebyla ani tři roky, Eduard IV. náhle zemřel. Následovala politická krize, která dramaticky změnila postavení bývalé královny a jejích dětí. Bridgetin nejstarší bratr, který nastoupil na trůn jako Eduard V., byl na cestě z Walesu do hlavního města zajat svým strýcem lordem protektorem Richardem z Gloucesteru; v téže době byli zatčeni Anthony Woodville a Richard Grey (Bridgetin strýc a nevlastní bratr), kteří mladého krále doprovázeli. Král byl přesunut do Toweru, kde se k němu později připojil jeho jediný vlastní bratr Richard; noci z 29. na 30. dubna Alžběta Woodvillová se všemi svými dcerami (a mnohými poklady a dalším majetkem) uprchla do Westminsterského opatství, kde ze strachu z Gloucestera požádala o útočiště. Existují protichůdné zprávy o tom, zda byla Bridget ve svatyni se svou matkou; Mary Anne Everett Greenová píše, že existovaly účty, které naznačovaly, že princezna byla ve špatném zdravotním stavu, a proto mohla zůstat s jedním z důvěrníků královny vdovy; většina lékařských účtů však pocházela z krátké vlády jejího bratra Eduarda V., než se rodina zesnulého krále přestěhovala do Westminsterského opatství, a bylo také zaznamenáno, že většinu roku 1483 a prvních měsíců roku 1484 byla Bridget se svou matkou a staršími sestrami ve svatyni.
22. června 1483 bylo manželství Eduarda IV. a Alžběty Woodvillové prohlášeno za nelegální. Všechny děti zesnulého krále byly zákonem Titulus Regius prohlášeny za nemanželské a zbaveny všech titulů i práva na trůn. O několik dní později byli Bridgetini zatčení příbuzní, Anthony Woodville a Richard Grey, popraveni. 6. července 1483 byl Richard z Gloucesteru prohlášen králem Richardem III., krátce poté se přestaly objevovat zprávy o Bridgetiných bratrech zavřených v Toweru. Na Štědrý den 1483 Jindřich Tudor, jehož matka byla ve spojení s Alžbětou Woodvillovou proti Richardovi III., v katedrále v Rennes přísahal, že se ožení s Bridgetinou nejstarší sestrou Alžbětou, nebo další nejstarší, Cecílií (pokus by sňatek s Alžbětou nebyl z nějakého důvodu možný), až se ujme anglického trůnu. Ale povstání tudorovské strany v čele s vévodou z Buckinghamu ztroskotalo ještě před touto přísahou.
Po popravě Buckinghama se Richard III. rozhodl vyjednávat s bratrovou vdovou. 1. března 1484 král veřejně přísahal, že dcerám jeho zesnulého bratra nebude ubližováno ani nebudou obtěžovány; král navíc slíbil, že nebudou uvězněny v Toweru ani v žádném jiném vězení, že budou umístěny „na úctyhodná místa dobrého jména a pověsti“ a později budou oddány s „muži urozeného původu“ a bude jim dáno věno a pozemky s ročním příjmem 200 marek. Téhož dne bylo memorandum doručeno královně vdově spolu s proviantem. Princezny s velkou radostí souhlasily s odchodem z jejich ponurého sídla a svěřily se do péče "milostivého strýce", který jim přidělil komnaty ve svém paláci. Tudorský historik Edward Hall, napsal, že Richard: "přiměl všechny dcery svého bratra, aby slavnostně dorazily do jeho paláce; jako by s ním měli novou – známou a láskyplnou zábavou – zapomenout na trauma, která jim byla způsobena, a na tyranii, která tomu předcházela". Podle obecně uznávané verze byly všechny sestry pod ochranou Richarda III. převezeny do královského paláce, ale existuje verze, podle níž Bridget a její sestra Kateřina zůstaly po opuštění útočiště s matkou. Pobyt v opatství si přitom samotná Bridget užívala.
O dva roky později, v srpnu 1485, zemřel Richard III. v bitvě u Bosworthu a novým králem se stal podle práva dobyvatele Jindřich Tudor. Tento panovník zrušil zákon Titulus Regius, který připravil děti Eduarda IV. o tituly a práva na trůn; samotný zákon a všechny jeho kopie byly odstraněny z archivu, stejně jako všechny dokumenty s nimi spojené. Bridgetina nejstarší sestra Alžběta se na základě přísahy z Rennes stala manželkou anglického krále.

### Klášter

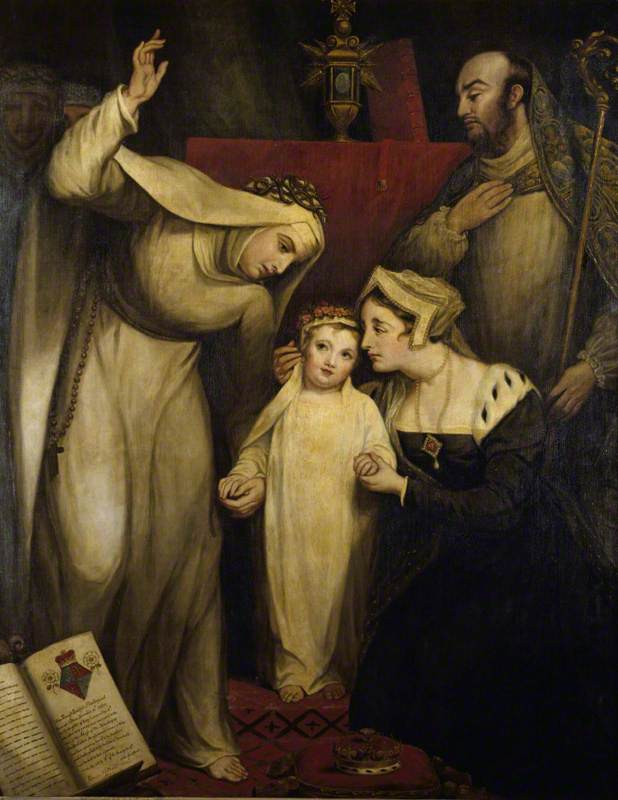
Vstoupení Bridget do kláštera v Dartfordu, James Northcote (1822).

Pravděpodobně okamžitě po narození Bridget uvažovali její rodiče o tom, že ji pošlou do kláštera, kde by se oddala zasvěcenému životu. Richard III. plánoval provdat svou neteř za jednoho ze svých příznivců, jakmile dosáhne potřebného věku. Později Jindřich VII. začal připravovat manželské plány pro příbuzné své manželky a zpočátku byla Bridget (i když není uvedena jménem) považována za jednu ze dvou možných nevěst Jakuba, vévody z Rothesay, a dědice skotského trůnu, alternativní možností byla její starší sestra Anna, podobně nejmenovaná. Když Bridget vyjádřila svou touhu stát se jeptiškou, byla za nevěstu pro vévodu z Rothesay vybrána Anna. Spolu s další neprovdanou sestrou byla Bridget v roce 1489 pokládána za vhodnou nevěstu pro milánského vévodu Giana Galeazza Sforzu; pokud jde o Bridget, tato iniciativa rychle vyprchala.
Přesné datum odchodu princezny do převorství Dartford v Kentu je neznámé, ale stalo se tak někdy v roce 1489, kdy je známo, že byla v péči Elizabeth Cressenerové, převorky z Dartfordu. Ve své touze vstoupit do kláštera byla podporována matkou Jindřicha VIII., Markétou Beaufortovou, známou svou pobožností, která měla zřejmě vliv na konečné rozhodnutí krále. V roce 1492, kdy nebylo dívce ani dvanáct let, nakrátko opustila klášter, aby se zúčastnila pohřbu své matky. Bridget mezi ostatními truchlícími doprovodila tělo své matky po vodě do Windsoru, kde se zúčastnila mše, po které se vrátila do Dartfordského převorství.
Dartfordské převorství jako místo k životu zbožné princezny nebylo vybráno náhodou. Klášter založil Eduard III. a rozšířil ho jeho vnuk Richard II., a nějakou dobu byl využíván příslušníky šlechty z celé Anglie jak k výuce, tak k náboženskému životu. Klášter několikrát přešel z jednoho mnišského řádu do jiného - dominikánů a augustiniánů; během Bridgetinina pobytu patřilo Dartfordské převorství řádu augustiniánů. Jeptišky byly zasvěceny kontemplativnímu životu, což znamená, že svůj čas trávily modlitbou a duchovní rekreací, jako je zbožná četba; když v roce 1495 Cecílie Nevillová, vévodkyně z Yorku (Bridgetina babička a kmotra) sepsala závěť, odkázala princezně tři knihy: dva životy světic, Kateřiny Sienské a Hildě z Whitby, a třetí bylo populární kompendium životů svatých, Legenda Aurea neboli Zlatá legenda, nepochybně ve formě překladu.
Klášter byl uzavřen a s výjimkou pohřbu její matky neexistuje žádný důkaz, že Bridget někdy opustila Dartfordské převorství. Moderních záznamů o Bridget jsou extrémně krátké a je jich málo. Thomas More napsal: "Bridget představovala stejnou ctnost jako ta, jejíž jméno nosila, vyznávající a dodržující kánony náboženského života v Dartfordu". Bridget po celý život udržovala pravidelnou korespondenci se svou sestrou královnou, která za ni platila drobné výdaje a hájení ve výši 20 marek. Čas od času Bridget dostávala další platby od své sestry královny, i když nesporné důkazy o tom se dochovaly pouze z posledního roku královnina života. Poslední platba od královny byla provedena několik měsíců před její smrtí v roce 1503. 24. září 1502 Bridget obdržela dopis od své sestry z Windsoru, ve kterém se královna dotazovala na zdravotní stav své sestry a požádala ji, aby se za ni modlila.

### Úmrtí a pohřeb
Bridget zemřela v Dartfordském převorství, v němž byla pak i pohřbena. Příčina její smrti je neznámá, stejně jako její přesné datum: podle různých zdrojů zemřela před rokem 1513 nebo kolem roku 1517. Nedávný výzkum však ukázal, že ani jedno datum není správné: Bridget už nebyla mezi živými v prosinci 1507, kdy její švagr král Jindřich VII. zaplatil za kámen, aby zakryl její hrob.
Bridget byla uložena na chóru převorského kostela. Náhrobek, hlavní kámen položený na podlaze chóru, byl pravděpodobně zničen nebo znovu použit v roce 1541, kdy bylo Dartfordské převorství během anglické reformace z velké části zbořeno a přestavěno na královské panské sídlo pro jejího synovce krále Jindřicha VIII., rezidence však nebyla dalších deset let využívána.